# Condado de Clay (Alabama)
El condado de Clay es un condado de Alabama, Estados Unidos. Tiene una superficie de 1569 km² y una población de 14 254 habitantes (según el censo de 2000). La sede de condado es Ashland.

## Historia
El Condado de Clay se fundó el 7 de diciembre de 1866.

## Geografía
Según la Oficina del Censo de los Estados Unidos el condado tiene un área total de 1569 km², de los cuales 1567 km² son de tierra y 2 km² de agua (0,13%).

### Principales autopistas
- State Route 9
- State Route 48
- State Route 49
- State Route 77

### Condados adyacentes
- Condado de Cleburne (Alabama) - norte
- Condado de Randolph (Alabama) - este
- Condado de Tallapoosa (Alabama) - sur
- Condado de Coosa (Alabama) - suroeste
- Condado de Talladega (Alabama) - oeste

### Ciudades y pueblos
- Ashland
- Lineville
- Cragford
- Delta

## Demografía
| Población histórica Año Población ±% 1900 17 099 — 1910 21 006 +22.8 % 1920 22 645 +7.8 % 1930 17 768 −21.5 % 1940 16 907 −4.8 % 1950 13 929 −17.6 % 1960 12 400 −11.0 % 1970 12 636 +1.9 % 1980 13 703 +8.4 % 1990 13 252 −3.3 % 2000 14 254 +7.6 % |           |         |
| Población histórica |           |         |
| Año | Población | ±%      |
| 1900 | 17 099    | —       |
| 1910 | 21 006    | +22.8 % |
| 1920 | 22 645    | +7.8 %  |
| 1930 | 17 768    | −21.5 % |
| 1940 | 16 907    | −4.8 %  |
| 1950 | 13 929    | −17.6 % |
| 1960 | 12 400    | −11.0 % |
| 1970 | 12 636    | +1.9 %  |
| 1980 | 13 703    | +8.4 %  |
| 1990 | 13 252    | −3.3 %  |
| 2000 | 14 254    | +7.6 %  |